# Medaglia ai benemeriti della cultura e dell'arte
La medaglia ai benemeriti della cultura e dell'arte è un riconoscimento della Repubblica Italiana istituito con la legge n. 1093 del 16 novembre 1950. Viene consegnata, insieme alla medaglia o d'oro o d'argento o di bronzo, in occasione della festa della Repubblica, il 2 giugno.
Il premio viene conferito per decreto del Presidente della Repubblica Italiana e su proposta del Ministro dei beni e delle attività culturali che presiede un'apposita commissione di valutazione di cui fanno parte esponenti delle accademie italiane.
Contestualmente a questo, viene consegnato un analogo riconoscimento ai benemeriti della scuola, della cultura e dell'arte e ai benemeriti della scienza e della cultura.

## Contesto
La benemerenza viene assegnata a personalità italiane che si siano distinte in maniera particolare nei campi della cultura, dell'arte e dello spettacolo. Ne possono essere destinatari, quindi, secondo il regolamento, funzionari dei ministeri, rettori, direttori di istituti di istruzione superiore e artistica, provveditori agli studi, direttori di biblioteche pubbliche; personale universitario e degli istituti di istruzione superiore e artistica; personale direttivo e docente degli istituti di istruzione media ed elementare, personale degli uffici scolastici provinciali e ispettivi; musicisti, letterati, attori e artisti.
Le classi o gradi di merito sono tre e prevedono la consegna di una medaglia d'oro, d'argento o di bronzo, corrispondenti a diplomi di benemerenza di I, II e III classe.
Le medaglie hanno un diametro di 32 mm con sul recto il simbolo della Repubblica; nel verso è riprodotta una corona di quercia racchiudente la legenda "Ai benemeriti della cultura". Sono accompagnate da un nastro di seta dai colori nazionali di larghezza analoga a quella delle medaglie, bordato da una banda di colore viola larga 4 mm.

## Medaglia e nastro
Tali medaglie, del diametro di 32 millimetri, avranno nel "recto" il simbolo della Repubblica e del "verso" una corona di quercia racchiudente la leggenda "Ai benemeriti della cultura".
Le medaglie previste dall'Art. 3 della L. n° 1093/1950, si porteranno alla parte sinistra del petto.
Appese ad un nastro di seta dai colori nazionali della lunghezza di 32 millimetri, bordato da una banda di colore viola larga 4 millimetri.
Con successivo provvedimento ministeriale saranno stabilite le caratteristiche del diploma e saranno specificate quelle della medaglia, sommariamente descritte nel citato Art. 3 della legge.